# Luna E-6LS No.112
A Luna E-6LS No.112, também conhecida como Luna E-6LS No.2 foi uma das três missões usando a plataforma E-6LS, para o Programa Luna (um projeto soviético), tinha como objetivo, efetuar testes de comunicação em voos próximos à Lua.
A Luna E-6LS No.112, pesando 1.700 kg, foi lançada as 10:43:54 UTC de 7 de Fevereiro de 1968, por um foguete Molniya (8K78M), a partir da plataforma 1/5 do cosmódromo de Baikonur.
Embora tenha sido lançada com sucesso, um entupimento numa válvula, fez com que o consumo de combustível ficasse acima do normal. Em consequência disso, o foguete ficou sem combustível 524,6 segundos depois do lançamento e portanto, não conseguiu entrar em órbita.